# Nonyma apicespinosa
Nonyma apicespinosa är en skalbaggsart som först beskrevs av Stefan von Breuning 1940.  Nonyma apicespinosa ingår i släktet Nonyma och familjen långhorningar.
Artens utbredningsområde är Kenya. Inga underarter finns listade i Catalogue of Life.